# Championnats d'Europe de karaté juniors et cadets 2001
Les championnats d’Europe de karaté juniors et cadets 2001 ont eu lieu du 9 au 11 février 2001 à Nicosie, à Chypre. Il s'agissait de la 28e édition des championnats d'Europe de karaté juniors et cadets organisés par la Fédération européenne de karaté chaque année.

## Résultats

### Cadets

#### Kata
| Rang | Pays     | Karatéka        |
| ---- | -------- | --------------- |
| 1    | Espagne  | V. Marcos Nieto |
| 2    | France   | A. Neghliz      |
| 3    | Grèce    | C. Damaskos     |
| 3    | Belgique | R. Viola        |

| Rang | Pays      | Karatéka         |
| ---- | --------- | ---------------- |
| 1    | Espagne   | M. Ruiz Granados |
| 2    | Italie    | G. Salvatori     |
| 3    | Allemagne | S. Haas          |
| 3    | Croatie   | Mirna Šenjug     |

#### Kumitemasculin
| Rang | Pays      | Karatéka                    |
| ---- | --------- | --------------------------- |
| 1    | Belgique  | R. Viola                    |
| 2    | Russie    | Sayguidmagomed Shakhrudinov |
| 3    | Slovaquie | J. Bozon                    |
| 3    | Portugal  | P. Gaspar Valadas           |

| Rang | Pays      | Karatéka      |
| ---- | --------- | ------------- |
| 1    | France    | O. Baillon    |
| 2    | Slovénie  | U. Skarabot   |
| 3    | Allemagne | M.Kirberger   |
| 3    | Italie    | G. Scardinale |

| Rang | Pays       | Karatéka     |
| ---- | ---------- | ------------ |
| 1    | Angleterre | C. Edwards   |
| 2    | Croatie    | N. Vukobrat  |
| 3    | Bulgarie   | Y. Kondov    |
| 3    | Norvège    | E. Skretting |

| Rang | Pays    | Karatéka             |
| ---- | ------- | -------------------- |
| 1    | Croatie | N. Adzija            |
| 2    | Espagne | R. Barbero Pardavila |
| 3    | France  | L. Alonso            |
| 3    | Grèce   | S. Filippidis        |

| Rang | Pays        | Karatéka                 |
| ---- | ----------- | ------------------------ |
| 1    | Croatie     | N. Gulin                 |
| 2    | Grèce       | Spyrídon Margaritópoulos |
| 3    | Italie      | V. Durante               |
| 3    | Biélorussie | V. Puchkou               |

### Juniors

#### Épreuves individuelles

##### Kata
| Rang | Pays               | Karatéka       |
| ---- | ------------------ | -------------- |
| 1    | Espagne            | V. Lopez Megia |
| 2    | Angleterre         | J. Mottram     |
| 3    | France             | B. Neuffer     |
| 3    | République tchèque | R. Schwanzer   |

| Rang | Pays        | Karatéka             |
| ---- | ----------- | -------------------- |
| 1    | Espagne     | R. Jimenez Fernandez |
| 2    | Yougoslavie | M. Kis               |
| 3    | France      | Sabrina Buil         |
| 3    | Autriche    | T. Diendorfer        |

##### Kumite

###### Kumitemasculin
| Rang | Pays        | Karatéka       |
| ---- | ----------- | -------------- |
| 1    | France      | L. Debono      |
| 2    | Espagne     | S. Bayo Tallon |
| 3    | Biélorussie | A. Loban       |
| 3    | Grèce       | K. Pappas      |

| Rang | Pays      | Karatéka           |
| ---- | --------- | ------------------ |
| 1    | Espagne   | C. Garcia Pinadero |
| 2    | Hongrie   | Adam Kovács        |
| 3    | France    | A. Bony            |
| 3    | Slovaquie | T. Zivner          |

| Rang | Pays       | Karatéka           |
| ---- | ---------- | ------------------ |
| 1    | Allemagne  | L. Canbulat        |
| 2    | Espagne    | Davíd Santana Vega |
| 3    | Angleterre | C. Canning         |
| 3    | Italie     | A. Visentin        |

| Rang | Pays              | Karatéka     |
| ---- | ----------------- | ------------ |
| 1    | France            | T. Gallian   |
| 2    | Azerbaïdjan       | V. Rahimov   |
| 3    | Macédoine du Nord | I. Mileski   |
| 3    | Grèce             | S. Tetelenis |

| Rang | Pays    | Karatéka     |
| ---- | ------- | ------------ |
| 1    | Italie  | F. Pignataro |
| 2    | Croatie | D. Sivric    |
| 3    | France  | F. Chantalou |
| 3    | Grèce   | D. Rachoutis |

| Rang | Pays              | Karatéka           |
| ---- | ----------------- | ------------------ |
| 1    | Danemark          | Thomas Bjuring     |
| 2    | Espagne           | J. Perez Casanova  |
| 3    | Macédoine du Nord | S. Arsovski        |
| 3    | Italie            | Stefano Maniscalco |

###### Kumiteféminin
| Rang | Pays        | Karatéka    |
| ---- | ----------- | ----------- |
| 1    | Angleterre  | L. Kersey   |
| 2    | Croatie     | M. Cekunec  |
| 3    | Biélorussie | M. Charnova |
| 3    | Luxembourg  | C. Kraus    |

| Rang | Pays               | Karatéka         |
| ---- | ------------------ | ---------------- |
| 1    | Allemagne          | S. Micaeli       |
| 2    | Italie             | E. Platania      |
| 3    | Bosnie-Herzégovine | L. Ferhatbegovic |
| 3    | République tchèque | P. Pecekova      |

| Rang | Pays        | Karatéka       |
| ---- | ----------- | -------------- |
| 1    | Pays-Bas    | Vanesca Nortan |
| 2    | Angleterre  | K. Lowe        |
| 3    | Yougoslavie | S. Pekovic     |
| 3    | Luxembourg  | Tessy Scholtes |

#### Épreuves par équipes

##### Kata
| Rang | Pays      |
| ---- | --------- |
| 1    | Espagne   |
| 2    | Italie    |
| 3    | Allemagne |
| 3    | France    |

| Rang | Pays        |
| ---- | ----------- |
| 1    | Espagne     |
| 2    | France      |
| 3    | Croatie     |
| 3    | Yougoslavie |

##### Kumite
| Rang | Pays      | Karatékas                     |
| ---- | --------- | ----------------------------- |
| 1    | France    |                               |
| 2    | Espagne   | Davíd Santana Vega, notamment |
| 3    | Allemagne |                               |
| 3    | Italie    |                               |